# 莫海爾尼采

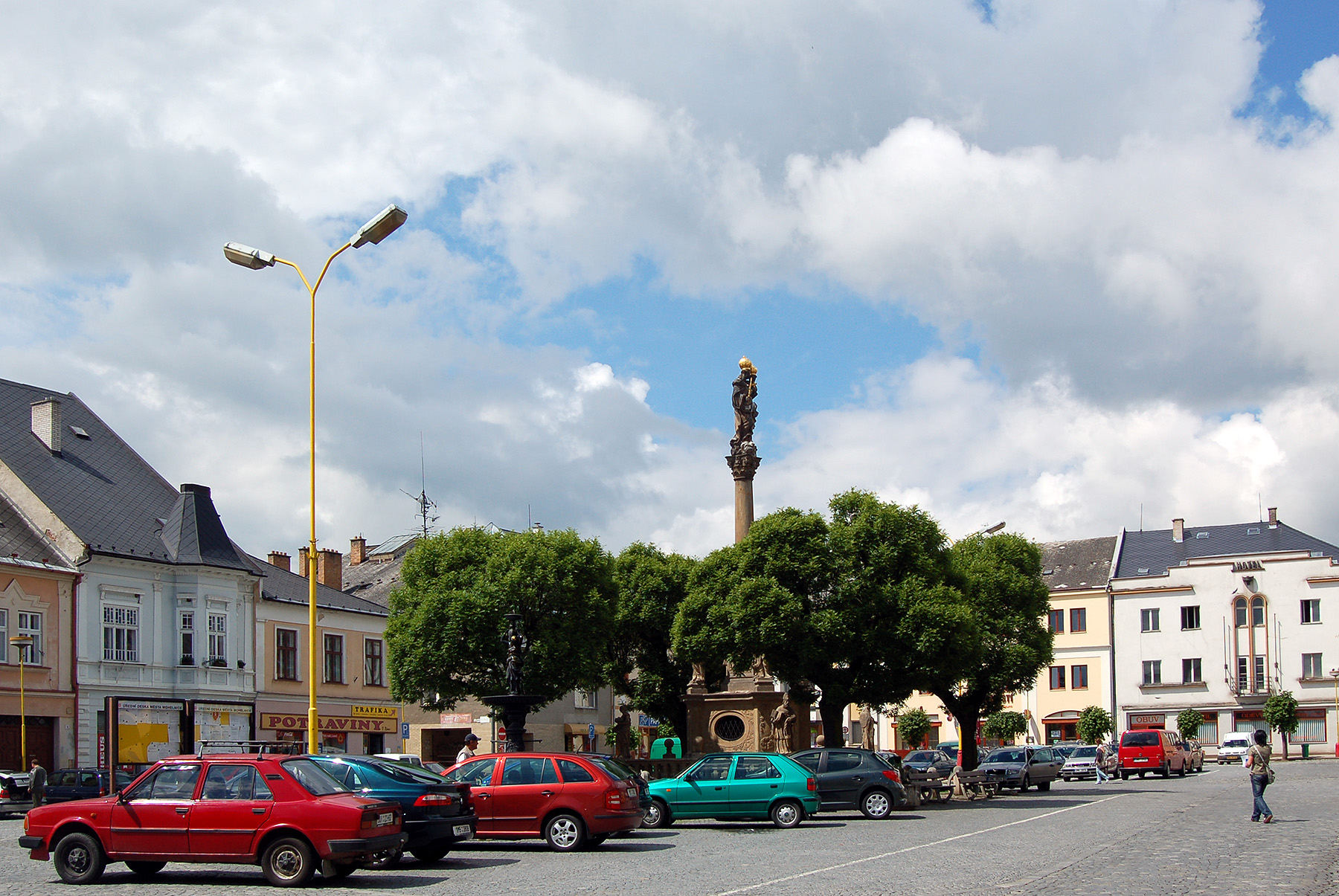

莫海爾尼采是捷克的城鎮，位於該國東部，由奧洛穆克州負責管轄，面積46.21平方公里，海拔高度267米，該地區自石器時代有人類居住，2006年人口9,862。

## 外部連結
- Official website （页面存档备份，存于） （捷克文）
- Mohelnice Museum （捷克文）